# Stamboul
Stamboul è un toponimo con cui in passato si è indicata la città di Istanbul. 
Attestato da fonti arabe del X secolo ed armene del XII, è stato a lungo oggetto di studio degli etimologi sulla sua origine linguistica.
Il toponimo Stamboul deriva dalla locuzione greca εἰς τὴν πόλιν (èis ten pòlin), che significa "verso la città". Ebbe una vasta diffusione nel XIX secolo, accanto al nome ufficiale Costantinopoli (in turco ottomano قسطنطينيه, traslitterato Kostantiniyye) per indicare, specie nelle fonti anglosassoni, la città storica compresa tra il Corno d'Oro e il mar di Marmara, distinguendola così con il nome di Stamboul dai quartieri di Pera, Galata e Scutari.
Dopo la proclamazione della repubblica di Turchia e a seguito della riforma linguistica e all'introduzione, in una variante leggermente modificata, dell'alfabeto latino nel 1928, la versione turca del toponimo, İstanbul, sostituì nel 1930 la precedente (Costantinopoli), indicando l'intera città sulle due sponde del Bosforo.